# Ibsker Sogn
Ibsker Sogn er et sogn i Bornholms Provsti (Københavns Stift).
I 1800-tallet var Ibsker Sogn et selvstændigt pastorat. Det hørte til Øster Herred i Bornholms Amt. Ibsker sognekommune blev ved kommunalreformen i 1970 indlemmet i Neksø Kommune, der i 2003 indgik i Bornholms Regionskommune.
I Ibsker Sogn ligger Sankt Ibs Kirke. 
I sognet findes følgende autoriserede stednavne:
- Brændesgårde (bebyggelse)
- Brændesmark (bebyggelse, ejerlav)
- Frennegård (landbrugsejendom)
- Fuglesangsbakken (bebyggelse)
- Grisby (bebyggelse)
- Helvedsbakker (areal)
- Hovedejerlavet (ejerlav)
- Klinteby (bebyggelse)
- Kodal (bebyggelse)
- Listed (bebyggelse)
- Listed Fiskerleje (bebyggelse, ejerlav)
- Nørremark (bebyggelse)
- Paradisbakkerne (areal)
- Paradisgårde (bebyggelse)
- Svaneke Vang (bebyggelse)
- Trehuse (bebyggelse)
- Vaseå (vandareal)
- Årsdale (bebyggelse)
- Årsdale Fiskerleje (bebyggelse, ejerlav)

Det østligste landområde på Bornholm ligger ude ved kysten sydøst for Nørremark.